# Illja Linnyk
Illja Anatolijovytj Linnyk (ukrainska: Ілля Анатолійович Лінник), född 14 mars 2001, är en ukrainsk simmare.

## Karriär
Vid EM 2024 i Belgrad var Linnyk en del av Ukrainas lag som tog brons på 4×100 meter medley.